# Stéphane Malandrin
Stéphane Malandrin, né le 12 novembre 1969, est un romancier, auteur de littérature jeunesse, scénariste et réalisateur français. 

## Biographie
Stéphane Malandrin a étudié la philosophie grecque et travaillé quelques années aux Cahiers du Cinéma avant de quitter Paris pour l’Inde, puis Bruxelles, où il réside depuis une vingtaine d'années .

## Littérature
- 2019 Le Mangeur de livres, roman [3], éditions du Seuil. Finaliste du Goncourt du premier roman [4]
- 2020 Je suis le fils de Beethoven, roman [5], éditions du Seuil. Grand Prix du roman de l'Académie royale de Belgique [6].

## Livres Jeunesses
- Pourquoi pleut-il de haut en bas et pas de bas en haut? - illustrations de Christine Destours, éditions Thierry Magnier (février 2004) (ISBN 2844202802) A sa parution, Philippe-Jean Catinchi du Monde des Livres écrit : "D'un jeu qui éprouve la logique la plus admise, cet album fait une fête de l'esprit et de l'œil. De déduction en déduction, la démonstration retombe, par l'absurde, sur ses pattes, et la fantaisie des traitements graphiques fait de cette leçon de physique déjantée une des belles surprises du moment"[7].
- Le Bobobook - illustrations de Françoiz Breut, Éditions La Joie de Lire (2006)  (ISBN 978-2882583468)
- Le jour où j'ai trouvé une vache assise dans mon frigo- illustrations de Françoiz Breut, Éditions Sarbacane  (2008)  (ISBN 2848652543).
- Panique au village, le livre du film - illustrations de Stéphane Aubier et Vincent Patar, éditions Helium (2009)  (ISBN 9782358510202).

## Filmographie

### Scénariste et réalisateur
- 2009 : Où est la main de l'homme sans tête, long-métrage de fiction produit par La Parti production, coécrit et coréalisé avec Guillaume Malandrin, film distribué en France par Eurozoom le 20 mai 2009.
- 2015 : À la recherche d'Emilo Saltarelli (court métrage) avec Rosario Amedeo et Giovanni Battaglia, coréalisé avec Guillaume Malandrin
- 2015 : Je suis mort mais j'ai des amis, long-métrage de fiction produit par Versus Production, TS productions et Altitude 100 production, coécrit et coréalisé avec Guillaume Malandrin, film distribué en France par Happiness Distribution et en Belgique par O'Brother Distribution.

### Scénariste
- 2000 : Raconte, un court métrage de Guillaume Malandrin.
- 2004 : 25 degrés en hiver, long-métrage de fiction de Stéphane Vuillet. Berlinale 2004 : sélection officielle en compétition [8] et prix du public au Würzburg International Filmweekend[8]
- 2006 : Ça m'est égal si demain n'arrive pas, long-métrage de fiction produit par La Parti production, coécrit avec Jacky Lambert et Guillaume Malandrin. Film distribué en France par Pierre-Grise-Distribution
- 2010 : Kill Me Please long-métrage de fiction de Olias Barco avec Virginie Efira, Virgile Bramly, Bouli Lanners, Aurélien Recoing, Saul Rubinek.
- 2014 : Bouboule long-métrage de fiction de Bruno Deville avec David Thielemans et Swann Arlaud.
- 2021 : L'Ombre d'un mensonge (Nobody Has to Know) de Bouli Lanners avec Bouli Lanners et Michelle Fairley.